# 裵聖基
裵 聖基（ペ・ソンギ、朝鮮語: 배성기、1917年3月27日 - 1970年5月14日）は、大韓民国の獣医師、政治家。第4・5代韓国国会議員。カトリック教徒。

## 経歴
日本統治時代の全羅北道完州郡出身。朝鮮獣医師試験合格。完州郡農会畜産課長、全羅北道全州司法保護会常務主事、民主党完州郡乙区党委員長・全羅北道党副委員長・中央常務委員を歴任した。1958年の第4代総選挙と1960年の第5代総選挙では民主党の候補として2回当選し、2・4波動の前後に自由党の独裁に抵抗する一線闘士として活躍した。国会議員在任中には朝鮮戦争期の全北南原・淳昌良民虐殺事件の調査を要請した。